# Badminton-Bundesliga 1972/73
Die Badminton-Bundesligasaison 1972/73 bestand aus 14 Spieltagen im Modus „Jeder gegen jeden“ mit Hin- und Rückspiel. Meister wurde der 1. BV Mülheim.

## Endstand
| Platz | Verein | Spiele | Punkte | Spielpunkte |
| ----- | --- | ------ | ------ | ----------- |
| 1.    | 1. BV Mülheim (Gerhard Kucki, Horst Lösche, Karl-Heinz Garbers, Kurt Link, Walter Köhler, Karin Kucki, Karin aus dem Siepen, Antonie Schwabe, Karin Schäfers) | 14     | 28:00  |             |
| 2.    | 1. BC Beuel (Roland Maywald, Alfred Kreutzberg, Karl-Heinz Zwiebler, Reiner Wodey, Reinhard Wolber, Marieluise Zizmann, Eva-Maria Kranz, Helga Maywald)       | 14     | 22:06  |             |
| 3.    | PSV Grün-Weiß Wiesbaden (Torsten Winter, Jürgen Stock, Hugo Wilmes, Horst Kuhlemann, Rosel Drolsbach, Herma Aliari)                                           | 14     | 14:14  |             |
| 4.    | TuS Wiebelskirchen | 14     | 14:14  |             |
| 5.    | SV Helios Berlin | 14     | 14:14  |             |
| 6.    | VfL Bochum (N) | 14     | 10:18  |             |
| 7.    | VfL Wolfsburg (N) | 14     | 09:19  |             |
| 8.    | TG Langendiebach (N) | 14     | 01:27  |             |